# Valle di Logar
La valle di Logar (in sloveno Logarska dolina , Logarjeva dolina) è una valle delle Alpi di Kamnik e della Savinja situata nella regione dell'Savinjska nel comune di Solčava.

## Descrizione
Il nome deriva dalla fattoria Logar che a sua volta deriva da "prato paludoso". Nel 1987 ha ricevuto lo status di area protetta che comprende 24 km². Nella valle è situato il Rifugio Frischauf.

## Geografia
È una tipica valle glaciale a forma di U, divisa in tre parti. La parte inferiore è chiamata Log, la parte centrale Plest o Plestje prevalentemente bosciva e la parte superiore Kot o Ogradec. Circa 35 persone vivono nella valle.
Le vette più importanti situate nella valle sono:
- Strelovec (1.763 m)
- Krofička (2.083 m)
- Ojstrica (2.350 m)
- Lučka Baba (2.244 m)
- Planjava (2.394m)
- Brana (2.252m)
- Turska gora (2.251 m)
- Mrzla gora (2.203 m)

## Clima
L'inversione termica tra il giorno e la notte è molto comune.

## Galleria d'immagini

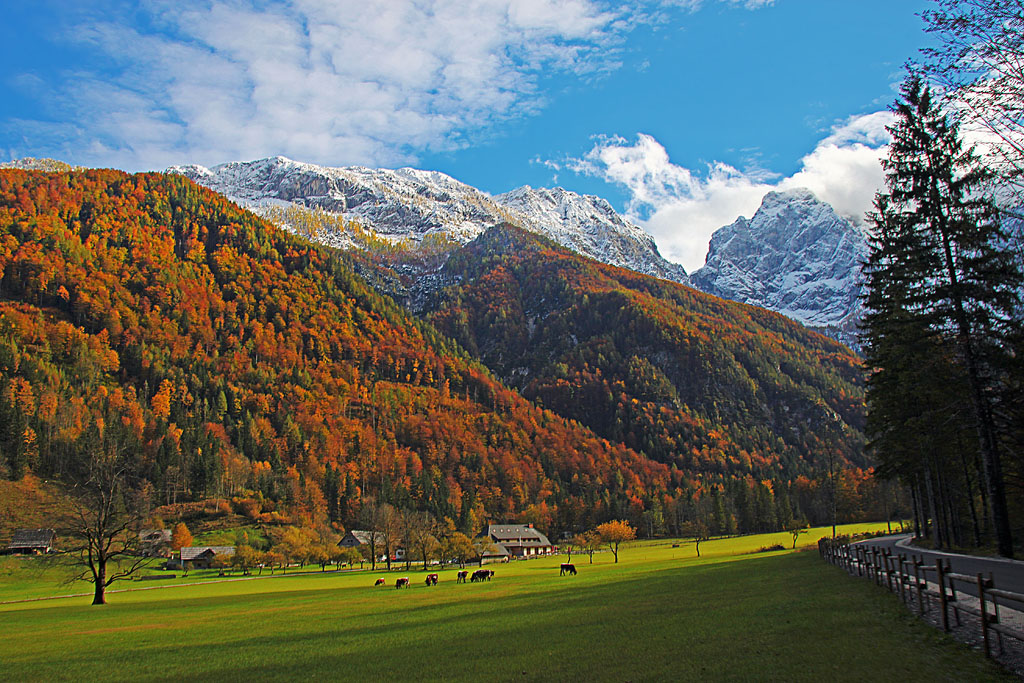
Panorama della valle in autunno
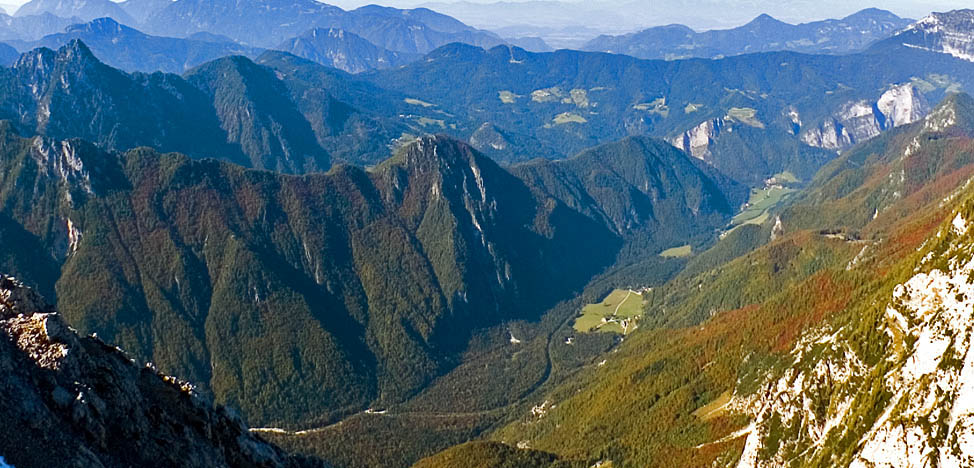
Panorama dall'alto